# Гвоздики Маршалла
Гвоздики Маршалла, гвоздика Маршалова (Dianthus marschallii) — вид рослин з родини гвоздикових (Caryophyllaceae); поширений у Молдові й Україні.

## Опис
Багаторічна рослина 20–45 см. Стебла внизу шорсткі, вгорі голі. Чашечки 12–18 мм довжиною, циліндричні. Пластинки пелюсток зверху жовтувато-білі, знизу рожево-сірі, з олов'яним відливом.

## Поширення
Поширений у Молдові й Україні.
В Україні вид зростає на степових і кам'янистих схилах — у Криму, часто.